# Kulcsfaj

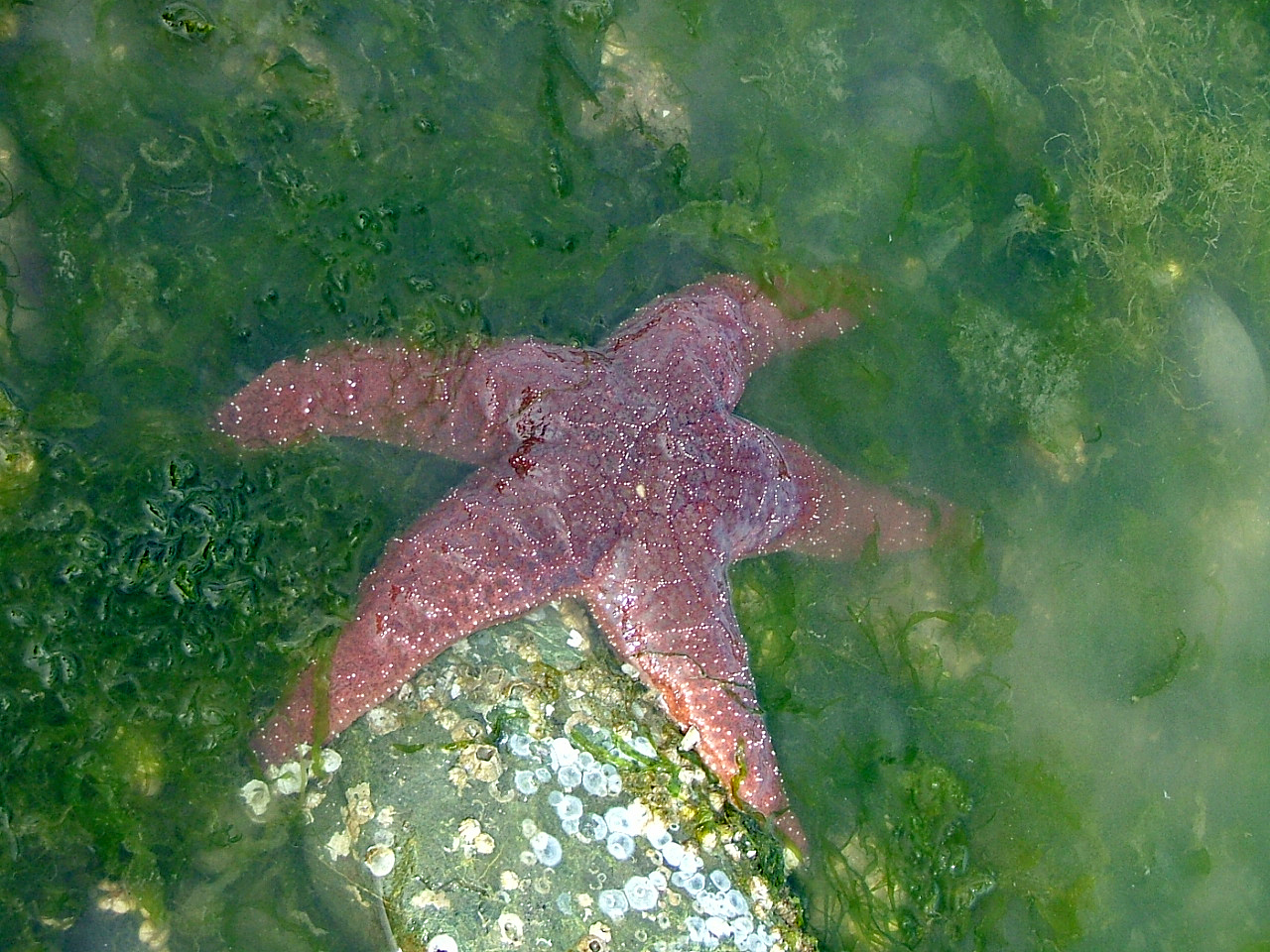
Pisaster ochraceus tengericsillag, a parti övezet gerinctelen faunájának csúcsragadozójaként kulcsszerepet játszik

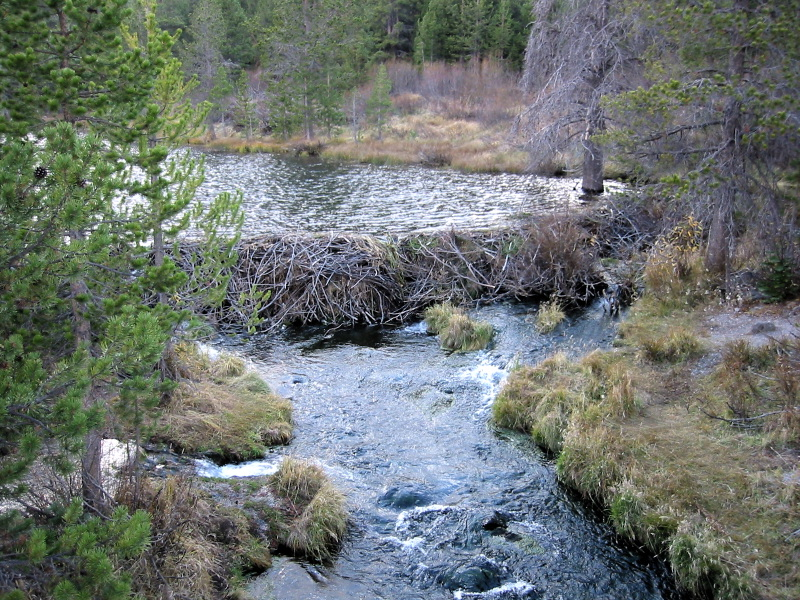
Hódok által épített gát: egy tavi életközösség kialakulását teszi lehetővé

Kulcsfajnak szokták nevezni tágabb értelmezésben az ökológiai rendszerek működésében különösen fontos szerepet játszó fajokat. Szűkebben,  a szakirodalomban azokra a fajokra tartják fenn a fogalmat, melyek a biomasszájukhoz képest meglepően nagy hatással vannak a velük együtt élő fajokra, a közösség többi tagjára. Sok példát ismerünk már, de továbbra is nehézséget okoz a kulcsfajok fontosságának számszerűsítése, előrejelezhetősége, és a fogalom objektív használata. A fogalmat Robert Paine, amerikai ökológus vezette be a hatvanas évek végén.
Híres kulcsfajok:
- kanadai hód
- tengeri vidra
- Pisaster ochraceus tengeri csillagfaj
- Euphausia superba